# Saint-Féliu-d'Amont
Saint-Féliu-d'Amont (en catalán: Sant Feliu d'Amunt) es una localidad y comuna francesa, situada en el departamento de Pirineos Orientales, región de Languedoc-Rosellón y comarca histórica del Rosellón.
Sus habitantes reciben el gentilicio de saint-féliciens en francés o 	feliuenc, feliuenca en catalán.

## Demografía
| 460 | 474 | 413 | 502 | 556 | 654 |
| Para los censos de 1962 a 1999 la población legal corresponde a la población sin duplicidades (Fuente: INSEE [Consultar]) |     |     |     |     |     |

## Lugares de interés
Tiene una iglesia románica que fue sede de un convento de agustinos entre los siglos XII y XVI.

## Personalidades relacionadas con la comuna
- Christian Bourquin (1954-2014), político, presidente del Consejo Regional de Languedoc-Rosellón entre 2010 y 2014.
- Gérard Jacquet, cantante en catalán.